# Baurutitan
Baurutitan là một chi khủng long, được Kellner Campos & Trotta mô tả khoa học năm 2005.